# Hera

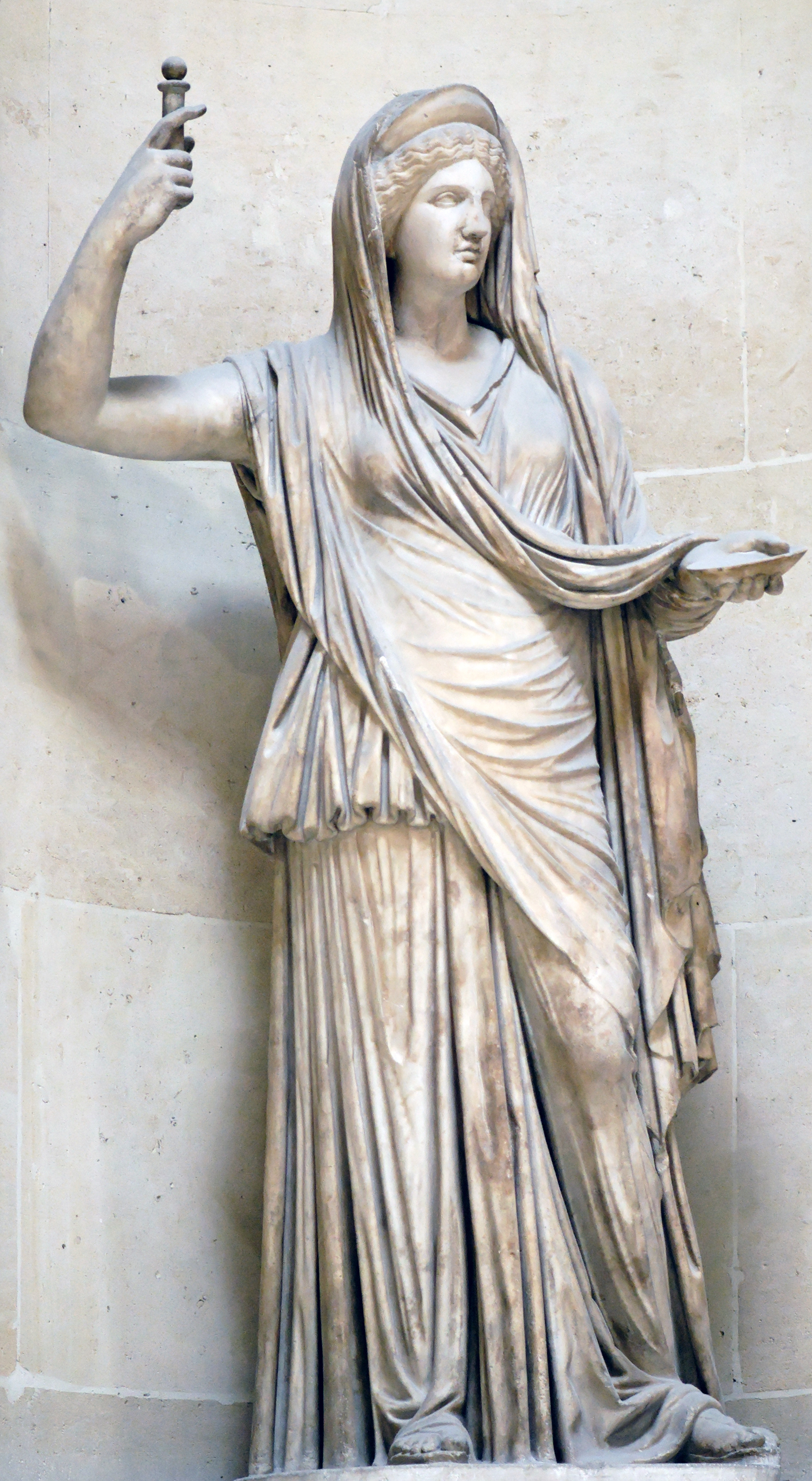
Hera. Romersk kopia av hellenskt original från 100-talet.

Hera (gr: 'Hρα) var äktenskapets och fruktbarhetens gudinna i grekisk mytologi. Hon var gift med sin bror Zeus och var Olympens drottning.

## Familjeliv och karaktär
Heras föräldrar var Kronos och Rhea. Bland hennes barn återfinns Ares, Hebe, Hefaistos, Eris, Eileithyia (med Zeus), Pasithea (med Dionysos), samt kentaurerna (med Ixion). Hon var även Herakles styvmor. Namnet Hera – 'Hρα, 'Hερα, ibland Here, 'Hρη –  antas komma från antik grekiskas ‘ηρως ('heros) "hjälte", "krigare"; ‘ωρα ('hora) "tidsperiod"; och/eller ‘αιρεω ('haireo) "att bli utvald".
Hera ansågs vara en hämndlysten och straffande gudinna mot dem som förargat henne och dem som begick äktenskapsbrott. Hon förföljde ständigt sin otrogne makes älskarinnor, bland annat genom att låta dem drabbas av veckolånga förlossningar, förvandla dem till djur eller döda dem.

## Symboler och kult
Vintergatan (engelska: milky way) består enligt myten av hennes bröstmjölk. Hennes kännetecken är liljan, kon och påfågeln. Påfågeln symboliserar stolthet.
Hera vakade över kon och dess mjölk. Hon tillbads främst av kvinnor. Dyrkan av Hera förekom i hela Grekland, men särskilt i Sparta.

## Motsvarigheter
Heras romerska motsvarighet är Juno.